# Верещаківка-Левадська
Вереща́ківка-Лева́дська — пасажирський зупинний пункт Харківської дирекції залізничних перевезень  Південної залізниці, що знаходиться в Основ'янському районі міста Харкова.

## Пасажирське сполучення
У парному напрямку приміські електропоїзди курсують до станцій Харків-Левада, у непарному — до станцій Балаклія, Гракове, Золочів, Ізюм, Мерчик, Огульці, Савинці, Шебелинка.